# 克里斯托瓦爾山 (巴利亞多利德)
41°36′51″N 4°41′52″E / 41.61417°N 4.69778°E

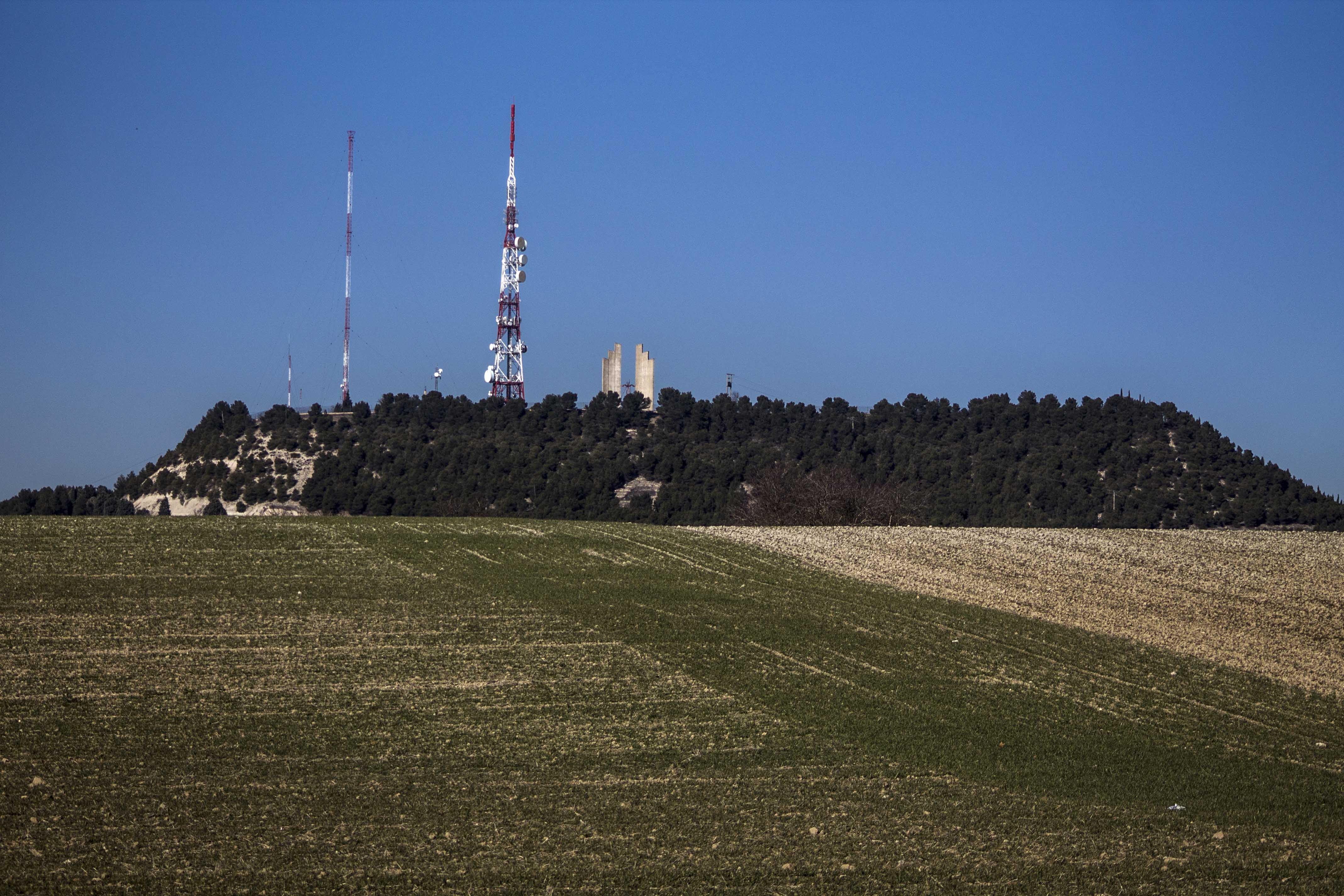

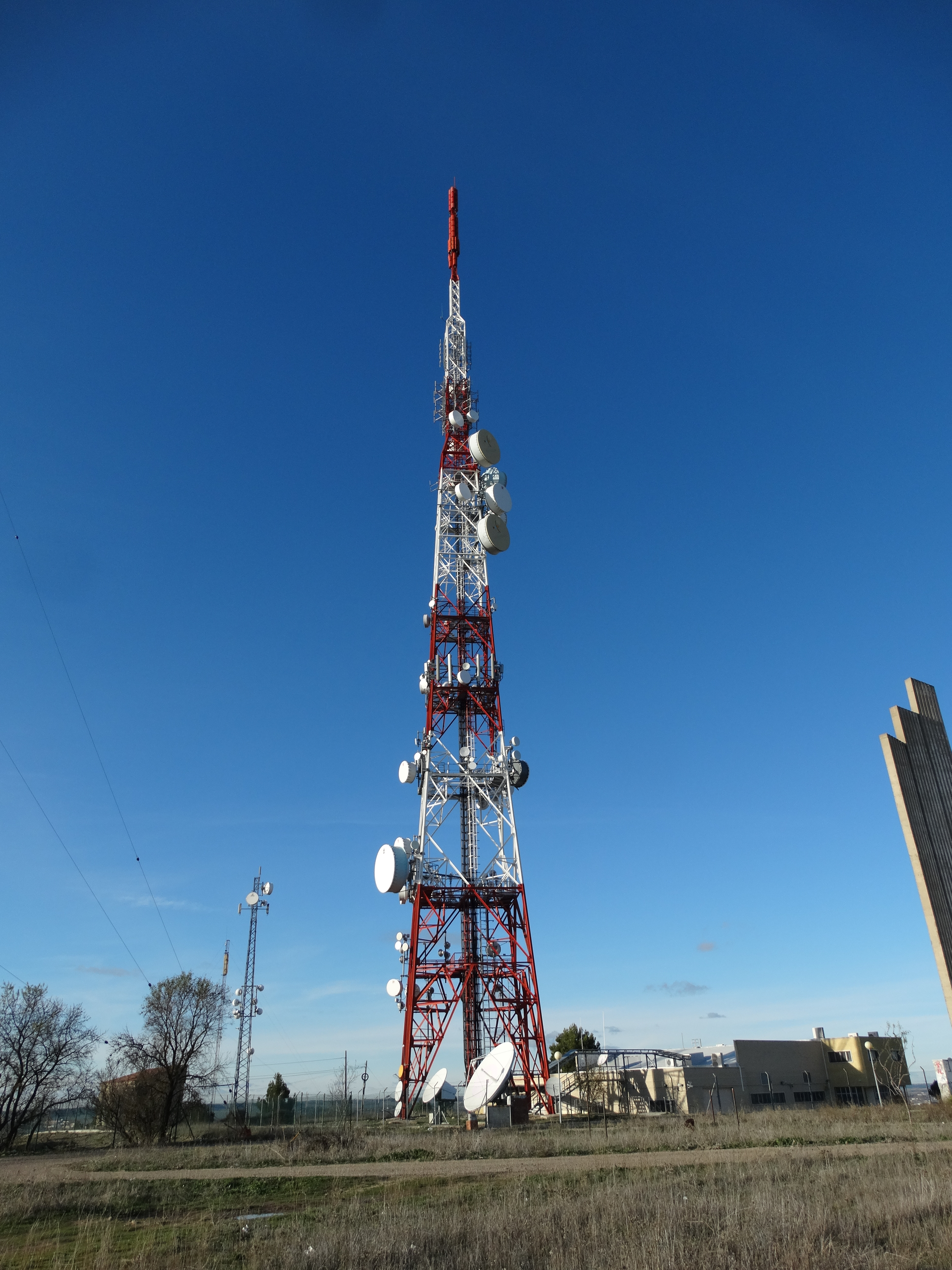

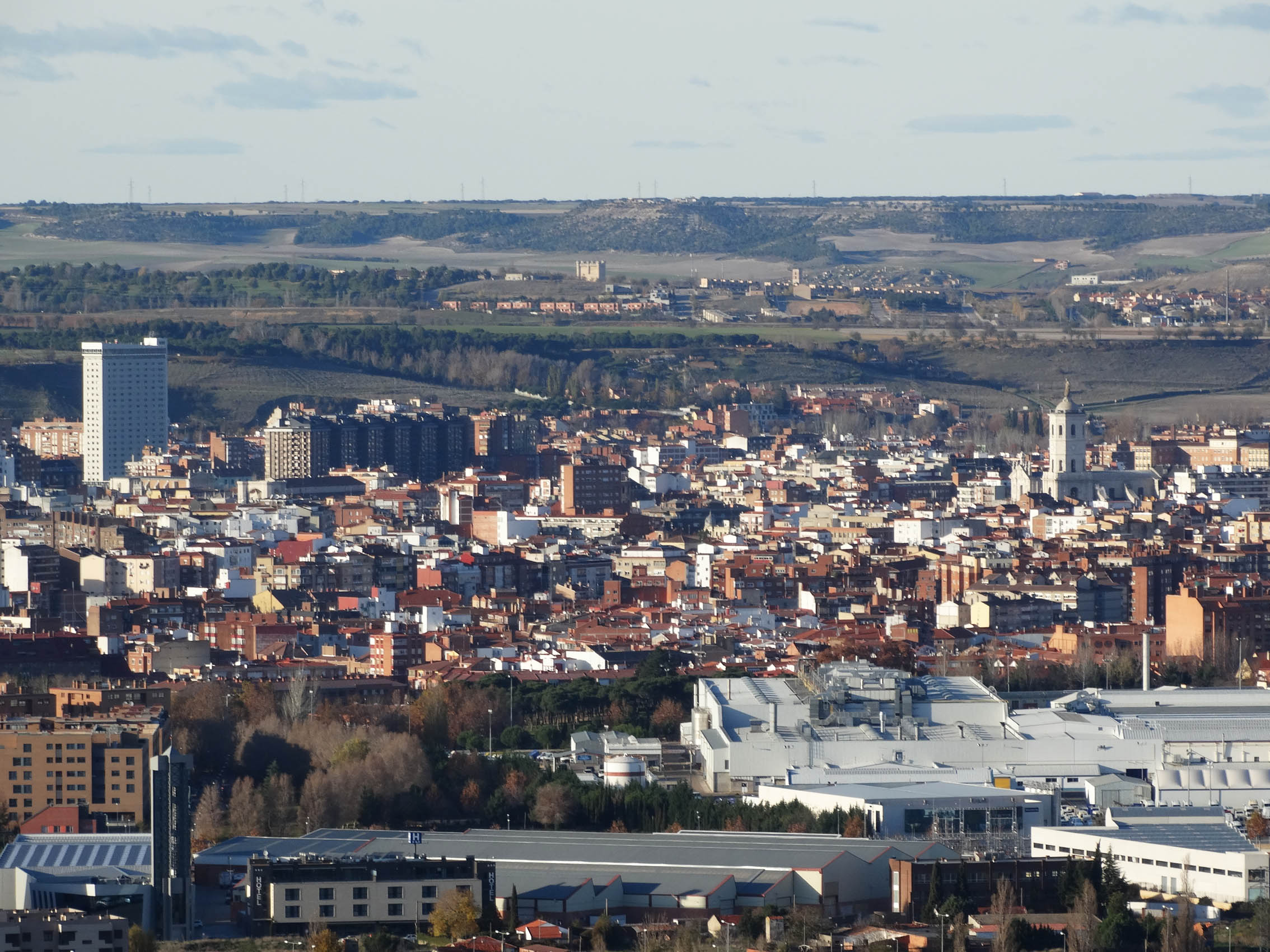

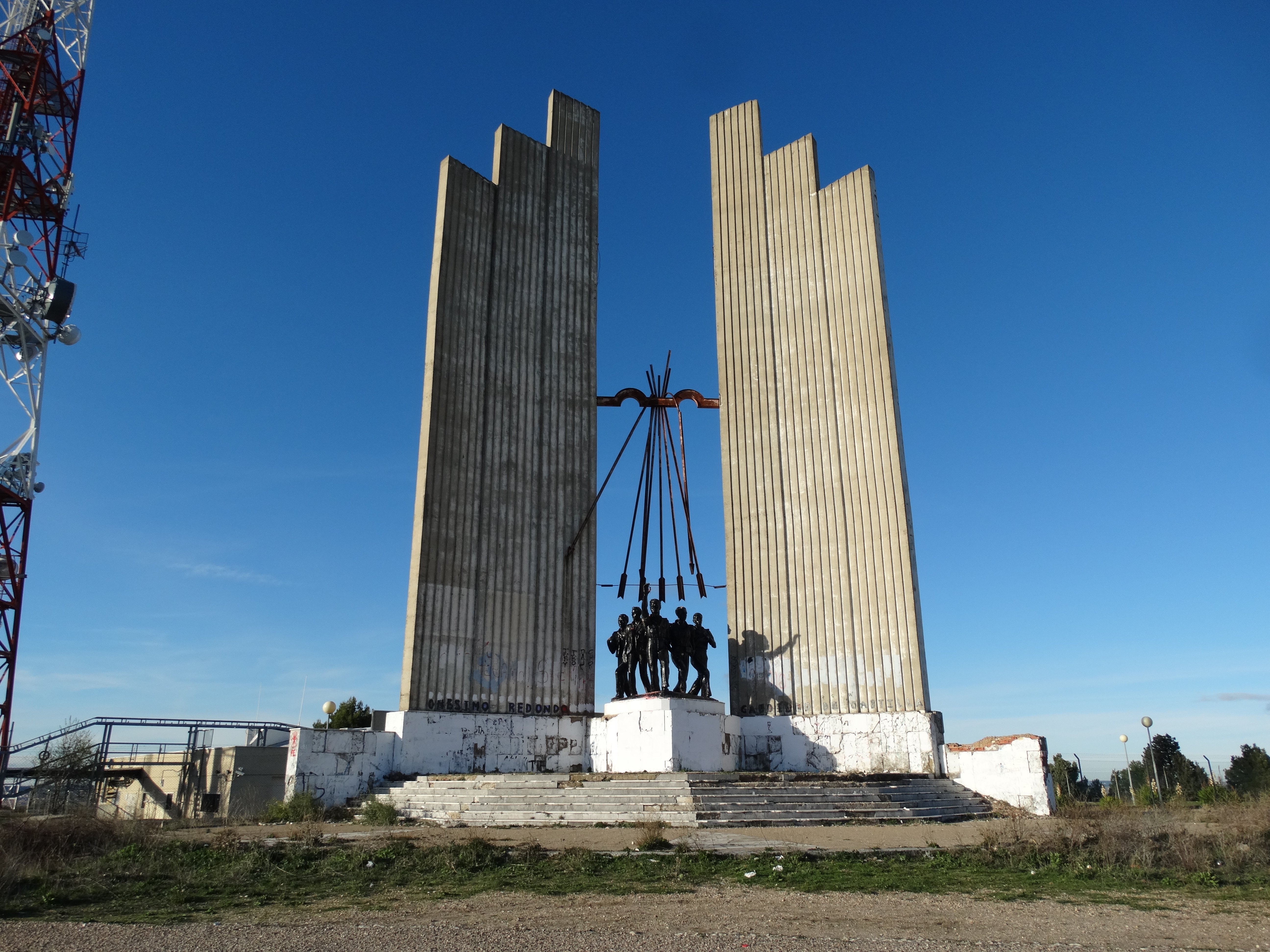

克里斯托瓦爾山是西班牙的山峰，位於該國中部卡斯蒂利亞-萊昂自治區巴利亞多利德省，處於巴利亞多利德，海拔高度843米，該山峰設有多座通訊天線。